# Milan Lajčiak
Milan Lajčiak (Košice, 22 aprile 1926 – Bratislava, 22 maggio 1987) è stato uno scrittore, giornalista, traduttore e diplomatico slovacco.

## Biografia
Ricevette la sua formazione scolastica nei ginnasi di Košice e di Prešov dal 1936 al 1944. In quello stesso anno prese parte all'Insurrezione nazionale slovacca, a cui contribuì anche con l'attività di caporedattore del giornale Východoslovenský partizán ("Il partigiano della Slovacchia orientale") e poi come impiegato degli organi di partito a Košice. Nel 1945 fu arrestato e incarcerato a Liptovský Mikuláš, a Ružomberok e a Pupping in Austria. Alla fine della guerra trovò impiego alla Radio cecoslovacca a Bratislava. Frequentò poi a Praga la Scuola superiore del Comitato centrale del Partito comunista cecoslovacco, diplomandosi nel 1947. Nel frattempo divenne segretario del partito a Gelnica e a Košice, quindi impiegato presso il Comitato centrale. Dal 1950 al 1952 fu segretario dell'istituto cecoslovacco-sovietico e dal 1952 al 1954 segretario e presidente dell'Unione degli scrittori slovacchi. Dal 1955 al 1956 fu impiegato al Dipartimento della cultura a Bratislava. 
L'incarico diplomatico di consigliere d'ambasciata lo portò a Mosca dal 1956 al 1961. Rientrato in patria fu redattore della Pravda fino al 1967, quindi per breve tempo direttore del dipartimento di teatro e letteratura, poi caporedattore del giornale Predvoj. Nel 1968 tornò alla carriera diplomatica e fu in Svizzera come ambasciatore dal 1969 al 1975. Al ritorno in Cecoslovacchia lo attendeva a Praga il posto di vicedirettore della Casa cinematografica statale, che ricoprì fino al 1981.  
Nel 1982 si stabilì a Bratislava, dove si dedicò alla letteratura. Fu uno dei massimi rappresentanti della poesia socialista slovacca ed espresse nella sua produzione sia l'odio verso il passato, sia l'amore per il presente, il partito e l'ideologia socialista. Fu uno dei più aggressivi sostenitori della poesia socialista: in Pieseň o veľkom priateľstve ("Canzone su una grande amicizia", 1950) magnifica Mosca e il Cremlino con toni di adulazione, in Vernosť giunge a chiedere la pena di morte per il poeta Laco Novomeský, comunista accusato di "nazionalismo borghese", in Kniha istoty ("Il libro della certezza", 1960) espone precetti per uno stile di vita autenticamente socialista, con Úskalia ("La trappola", 1973) si allinea al processo di normalizzazione. Solo con Listy sivovláske ("Lettere a una donna con i capelli grigi", 1974) recupera parzialmente una dimensione personale più equilibrata.

## Opere
- Súdružka moja zem ("Compagna terra mia", 1949)
- Pozdrav ("Un saluto", 1949)
- Nenávidím a milujem ("Odio e amo", 1950)
- Pieseň o veľkom priateľstve ("Canzone su una grande amicizia", 1950)
- Ráno ("Mattino", 1951)
- Vernosť ("Fedeltà", 1952)
- Verše deťom ("Versi per bambini", 1952), per ragazzi
- Listy z ďaleka ("Lettera da lontano", 1954)
- Ich nezarastie bodľačie (1954)
- Živý ku živým prichodí (1955)
- Krvavým potôčkom ("Nel torrente sanguinolento", 1956)
- Noc na Kintamani (1957)
- Kniha istoty ("Il libro della certezza", 1960)
- Osudy ("Destini", 1964)
- Nahá neha (1965)
- Jesenné eseje ("Saggi d'autunno", 1970)
- Úskalia ("La trappola", 1973)
- Listy sivovláske ("Lettere a una donna con i capelli grigi", 1974)
- Z nových listov sivovláske ("Nuove lettere a una donna con i capelli grigi", 1978)
- Súzvuky (1983)
- Slovo ľuďom dobrým ("Una parola alla brava gente", 1986)
- Básnik a doba ("Il poeta e il tempo", 1988)

Come traduttore si dedicò ad autori sovietici (Vladimir Vladimirovič Majakovskij, Konstantin Michajlovič Simonov, Aleksej Aleksandrovič Surkov, Nikolaj Semënovič Tichonov) e ai poeti cechi Jiří Wolker, Vítězslav Nezval, František Halas, Vladimír Holan.